# Malak Izvor (Chaskovo)
Malak Izvor (Bulgaars: Малък извор) is een dorp in de Bulgaarse gemeente Stambolovo, oblast Chaskovo. Het dorp ligt hemelsbreed 21 km ten zuidoosten van Chaskovo en 221 km ten zuidoosten van Sofia.

## Bevolking
Op 31 december 2020 telde het dorp Malak Izvor 390 inwoners. Het aantal inwoners daalde tijdens de assimilatiecampagnes van het communistisch regime in de periode 1985-89 van 679 personen in 1985 tot 387 personen in 1992.
| Bevolkingsontwikkeling tussen 1934 en 2020          |
| --------------------------------------------------- |
|                                                     |
| Bron: Nationaal Statistisch Instituut van Bulgarije |

In het dorp wonen grotendeels etnische Turken. In de optionele volkstelling van 2011 identificeerden 242 van de 313 ondervraagden zichzelf als etnische Turken, oftewel 77%. De overige inwoners identificeerden zichzelf vooral als etnische Bulgaren (44 inwoners, oftewel 14%) of Roma (26 personen, oftewel 8%).
| Etnische samenstelling van de respondenten (2011) | Etnische samenstelling van de respondenten (2011) | Etnische samenstelling van de respondenten (2011) | Etnische samenstelling van de respondenten (2011) | Etnische samenstelling van de respondenten (2011) |
| ------------------------------------------------- | ------------------------------------------------- | ------------------------------------------------- | ------------------------------------------------- | ------------------------------------------------- |
|                                                   |                                                   |                                                   |                                                   |                                                   |
| Bulgaren                                          | Bulgaren                                          |                                                   | 14,1%                                             | 14,1%                                             |
| Turken                                            | Turken                                            |                                                   | 77,3%                                             | 77,3%                                             |
| Roma                                              | Roma                                              |                                                   | 8,3%                                              | 8,3%                                              |
| Anders/Onbekend                                   | Anders/Onbekend                                   |                                                   | 0,3%                                              | 0,3%                                              |